# Кручанский сельсовет
Круча́нский сельсовет — упразднённая административно-территориальная единица Круглянского района Могилёвской области Белоруссии. Сельсовет упразднён в январе 2012 года. Территория и населённые пункты упразднённого сельсовета включены в состав Филатовского сельсовета.

## Состав
В составе сельсовета на момент упразднения находились 17 населённых пунктов:
- Березка — деревня.
- Дорожковичи — деревня.
- Дудаки — деревня.
- Жуково — деревня.
- Коврижено — деревня.
- Круча — деревня.
- Любище — деревня.
- Малые Каскевичи — деревня.
- Малые Угляны — деревня.
- Микулинка — деревня.
- Новое Полесье — деревня.
- Погребище — деревня.
- Стаи — деревня.
- Старое Полесье — деревня.
- Татарка — деревня.
- Угляны — деревня.
- Янова — деревня.

Упразднённые населённые пункты на территории сельсовета:
- Козел — деревня.